# Antoniadi (krater marsjański)
Antoniadi – duży krater położony na północnej półkuli Marsa, na obszarze Syrtis Major Planum. Nazwany na cześć greckiego astronoma Eugène'a Antoniadiego. Nazwa krateru została zatwierdzona przez Międzynarodową Unię Astronomiczną w 1973 roku.